# Калишту, Энрике
Энри́ке Кали́шту (порт. Henrique Manuel da Silva Calisto; 16 октября 1953) — португальский футбольный тренер.

## Карьера
Дважды (в сезонах 2005 и 2006) приводил клуб «Донгтам Лонган» к победе в чемпионате Вьетнама. Возглавлял сборную Вьетнама, с которой в 2008 году выиграл чемпионат АСЕАН.